# Res extensa
Res extensa (latin "utsträckt substans") är en av de två substanser som den franske filosofen René Descartes redogör för i sin ontologi; den andra är res cogitans ("tänkande substans"). Descartes använder denna dikotomi för att formulera förhållandet mellan kropp och själ.